# ماري ج. ميرغلر
ماري ج. ميرغلر (18 مايو 1851 - 18 مايو 1901) طبيبة وجراحة وكاتبة طبية ألمانية أمريكية من القرن التاسع عشر. افتتحت عيادة عامة في شيكاغو عام 1881، قبل أن تتخصص في أمراض النساء والتوليد. أصبحت جراحة أمراض نسائية ماهرة، وكانت من بين الأفضل في منطقة شمال غرب الولايات المتحدة آنذاك. عملت في جامعتها كمحاضرة وأستاذة وسكرتيرة وعميدة. شغلت عدة مناصب في المستشفى كمستشارة أو ضمن الطاقم المعالج.
كانت ميرغلر على تواصل مع كلية الطب النسائية في شيكاغو منذ تخرجها، وعملت لسنوات عديدة كمسؤولة تنفيذية في تلك المؤسسة، حيث شغلت أيضًا منصب رئيس قسم أمراض النساء السريرية والجراحية. في عام 1899، انتُخبت ميرغلر عميدًا للكلية، خلفًا لإسحاق دانفورث الذي استقال في نوفمبر 1895، وانتُخبت رئيسة الأطباء والجراحين في مستشفى ماري طومسون للنساء والأطفال، واستقالت من هذا المنصب بعد عامين. كانت الجرّاحة المعالجة في مستشفى النساء في شيكاغو لسنوات عديدة، وكانت أيضًا ضمن طاقم المستشفى في مدرسة الدراسات العليا، حيث أدارت عيادة في طب النساء الجراحي. كان إنجازها العظيم هو مساعدة النساء في الحصول على أفضل الفرص للتعليم الطبي الشامل في كلية الطب النسائية في شيكاغو.

## الحياة المبكرة والتعليم
ولدت ماري جوزيفا ميرغلر في مينستوكهايم، بافاريا، في 18 مايو 1851. كانت الأصغر بين ثلاثة أطفال. كان والدها فرانسيس ر. ميرغلر خريج جامعة فورتسبورغ. والدتها، هنرييت من عائلة فون ريترشاوزن الألمانية.
عندما كان عمرها حوالي عام واحد، انتقل والداها إلى الولايات المتحدة، واستقرا في ويلنج، إلينوي، حيث مارس والدها مهنة الطب. بعد مرور بعض الوقت، انتقلوا إلى بالاتين، إلينوي، وعاشوا فيها حتى وفاته.
نظرًا للمزايا المحدودة التي توفرها مدرسة المنطقة، أشرف فرانسيس ميرغلر شخصيًا على التعليم المبكر لأطفاله، وعندما جعلت المتطلبات المتزايدة في حياته المهنية هذا مستحيلًا، عيّن معلمين خاصين لهم.
في السابعة عشرة من عمرها، تخرجت ميرغلر من مدرسة مقاطعة كوك العادية (جامعة ولاية شيكاغو الآن)، وبعد عام واحد، دخلت مدرسة الدولة العادية في أوسويغو، نيويورك (الآن جامعة ولاية نيويورك في أوسويغو)، وتخرجت من دورة عام 1871.
أصبحت ميرغلر بعد ذلك مساعدًا لمدير مدرسة إنجليوود الثانوية، وشغلت هذا المنصب لمدة أربع سنوات. ومع ذلك، عندما وجدت أن مهنة التدريس كانت ضيقة جدًا، قررت ممارسة مهنة الطب، فقد أحبت هذا المجال تأثرًا بوالدها، الذي كانت تساعده أحيانًا في ممارسته.
التحقت بكلية الطب النسائية في شيكاغو عام 1876. عندما كانت طالبة في الكلية ساعدت ويليام إتش بايفورد، مؤسس المدرسة، في بعض عملياته. تخرجت من الكلية عام 1879، وهي الطالبة المتفوقة على فصلها. وكان هناك ثلاث نساء أخريات في الفصل.
انتُخبت ميرغلر على الفور محاضِرةً في المواد الطبذية، ولكنها أُعطيت إجازة غياب لمدة عام واحد للدراسة. كانت ميرغلر أول خريجة تتنافس بنجاح مع خريجي كليات الطب الأخرى في شيكاغو لتعيينها كمتدربة في مستشفى مقاطعة كوك في دانينغ، فقد حازت على المركز الثاني في الامتحان التنافسي. حصلت على التعيين وأُعطي لها منصب لم يكن من المسموح أن تشغله. سافرت ميرغلر بعد ذلك إلى سويسرا حيث درست علم الأمراض والطب السريري لمدة عام في جامعة زيورخ.